# Kamel Lemoui
Kamel Lemoui (Batna, Argelia, 28 de febrero de 1939-3 de enero de 2022) fue un futbolista argelino.

## Trayectoria
Fue internacional con la selección de fútbol de Argelia y disputó la Copa Africana de Naciones 1968. Lemoui dirigió la selección nacional de Argelia.
Murió el 3 de enero de 2022 a los 82 años durante la pandemia de COVID-19 en Francia.